# Bacqueville
Bacqueville – miejscowość i gmina we Francji, w regionie Normandia, w departamencie Eure.
Według danych na rok 1990 gminę zamieszkiwało 385 osób, a gęstość zaludnienia wynosiła 35 osób/km² (wśród 1421 gmin Górnej Normandii Bacqueville plasuje się na 539. miejscu pod względem liczby ludności, natomiast pod względem powierzchni na miejscu 294.).